# Colletes wickhami
Colletes wickhami là một loài Hymenoptera trong họ Colletidae. Loài này được Timberlake mô tả khoa học năm 1943.